# Olympia Bob Run St. Moritz–Celerina
Koordinaten: 46° 30′ 14″ N, 9° 50′ 55″ O; CH1903: 784960 / 153127
Der Olympia Bob Run St. Moritz – Celerina ist eine Bobbahn in St. Moritz und Celerina in der Schweiz, die für Bobsport, Skeleton sowie Rennrodeln genutzt wird. Sie wurde 1904 in Betrieb genommen und ist damit die älteste noch benutzte Bobbahn der Welt. Jedes Jahr wird sie innerhalb von drei Wochen von Hand aus Natureis gebaut.

## Geschichte
Vorwiegend britische Wintergäste suchten einen Ort für die Ausübung ihrer eben erfundenen Sportart, dem Bobsport. Sie waren im in St. Moritz 1897 gegründeten Saint Moritz Bobsleigh Club, dem ältesten Bobclub der Welt, vereint. In den ersten Jahren kam es zu Streitigkeiten mit den Skeletonfahrern des St Moritz Tobogganing Club um die Benutzung des Cresta Run. 1903 brachte ein Galaabend einen Ertrag von knapp 11'000 Schweizer Franken. Damit konnte unverzüglich mit dem Bau einer Bobbahn begonnen werden. Dank der Unterstützung von Alphonse Badrutt und des zur Verfügung gestellten ausgedehnten Areals des Kulm Hotels wurde die Bahn am 1. Januar 1904 mit einem Bobrennen eingeweiht. Sie gilt damit neben der Bobbahn Arosa als der älteste permanente Bob Run der Schweiz.
Die Bobbahn führt heute noch durch den Arvenwald des St. Moritzer Badrutt’s Park nach Celerina-Cresta entlang der Via Maistra, der Verbindungsstrasse von St. Moritz nach Celerina, die während der gesamten Bobsaison gesperrt ist.

## Wettbewerbe
Während seiner über 100-jährigen Geschichte war der Olympia Bob Run Austragungsort von zwei Olympischen Winterspielen in den Jahren 1928 und 1948. Zudem fanden im Januar 2020 die Olympischen Winter-Jugendspiele auf der heute einzigen Natureisbobbahn der Welt statt.
Der Wettkampf anlässlich der Spiele von 1928 stellt in dieser Beziehung ein Unikum dar. Es war der einzige Wettkampf, der im Fünferbob ausgetragen wurde. 1948 wurde bereits in den heute gängigen Disziplinen Zweier- und Viererbob gefahren. Insgesamt war der Olympia Bob Run Austragungsort von 22 Weltmeisterschaften (18 im Bob, 3 im Skeleton und 1 im Rennrodeln). Diverse Bob-Europameisterschaften, eine Skeleton-Europameisterschaft, die Bob-Weltmeisterschaft 2013 und unzählige Weltcups in den Disziplinen Zweier- und Viererbob, Skeleton und Rennrodeln wurden hier ausgetragen. 2020 kam es zu einem weiteren Grossanlass auf dem Olympia Bob Run, denn die Monobob-, Skeleton- und Rennrodel-Rennen von den Olympischen Jugend-Winterspielen 2020 wurden hier ausgetragen. Nachdem der Rennrodel-Weltcup im Februar 2021 mit dem Weltcupfinale nach neun Jahren auf den Olympia Bob Run zurückgekehrt war, fand im Januar 2022 erneut das Weltcupfinale, diesmal in Kombination mit den Rennrodel-Europameisterschaften, statt.

## Bahnbau

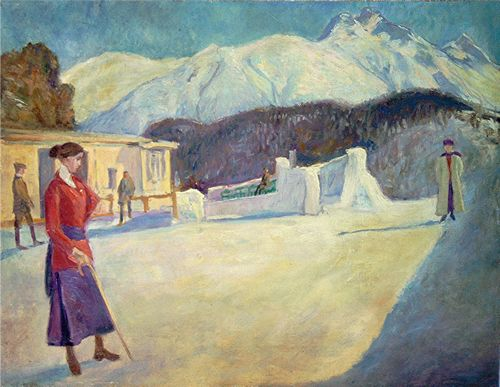
„Am Startplatz der Bobbahn von St. Moritz“, Gemälde von Johannes Martini (um 1905)

Von den Anfängen der Bobbahn von St. Moritz nach Celerina bis zu Beginn der 1980er-Jahre verantwortete die einheimische Familie Angelini über drei Generationen den Bau der Bobbahn. 1985 übernahm Louis Prantl die Verantwortung für den Bahnbau. Er wurde 1990 durch den Celeriner Christian Brantschen abgelöst, der bis heute für den Bau verantwortlich ist.
In der letzten Novemberwoche reist die Südtiroler Bahnmannschaft an, um innerhalb von drei Wochen die Bahn zu bauen. Sie wird jedes Jahr von Grund auf neu gebaut. Obwohl jede Kurve im Terrain genau ausnivelliert ist, gibt es jedes Jahr minimale Änderungen in der Linienführung.
Der Bau beginnt ausgehend vom Sunny Corner. Das Bauteam arbeitet sich in Fahrtrichtung zum Horse-Shoe vor, dann weiter durch den Wald bis zum Bridge Corner, anschliessend hinunter zum Martineau Corner und hoch zum Portago Corner bis schliesslich mit dem Auslauf das Zielhaus erreicht ist. Zum Schluss wird die Strecke vom Start bis zum Sunny Corner gebaut und mit deren Endausbau die Bahn zu einem Stück vereint. Der gewünschte Ablauf kann jedoch durch hohe Temperaturen oder Schneemangel beeinträchtigt werden.
Nach Abschluss des Rohbaus der Bahn teilt sich die Bahnmannschaft auf. Jeder Bahnarbeiter bekommt einen Streckenteil zugewiesen und ist für dessen Endausbau und Pflege verantwortlich. Die täglichen Ausbesserungsarbeiten werden hauptsächlich nachmittags vorgenommen und dauern pro Abschnitt bis zu vier Stunden. Nach Beendigung der Saison wird unverzüglich mit dem Abbau begonnen, und die schützenden Sonnensegel werden entfernt.
Für den Bahnbau der grössten Eisskulptur der Welt werden jedes Jahr rund 15'000 m³ Schnee und 7'000 m³ Wasser benötigt, auf chemische Stoffe wird dabei verzichtet.

## Streckenführung

Logo des Saint Moritz Bobsleigh Club

Die Streckenführung verläuft noch heute fast unverändert über eine Länge von 1722 Metern. Der Höhenunterschied beträgt 130 Meter bei einem durchschnittlichen Gefälle von 8,14 %.
Die Kurven wurden von den britischen Bobsportlern benannt, die die Bahn ins Leben gerufen hatten. Die englischen Namen haben sich bis heute erhalten, sie werden auch bildlich im Logo des Saint Moritz Bobsleigh Club dargestellt.
| Kuven-Nummer | Name                | Grund der Benennung |
| ------------ | ------------------- | --- |
| 1.           | (Start)             | Der Start erfolgt beim Starthaus „Dracula“, dem 1973 von Gunter Sachs gegründeten Dracula-Club. |
| 2.           | Wall Corner         | Benannt nach der Mauer, die die Kurve begrenzt. |
| 3.           | Snake Corner        | Eine Kurve wie eine Schlange. |
| 4.           | Sunny Corner        | Der sonnigste Teil der Bahn. |
| 5.           | Nash-Dixon Corner   | Benannt nach den britischen Bobpiloten Anthony Nash und Robin Dixon, Goldmedaillengewinner beim Zweierbob bei den Olympischen Winterspielen 1964 in Innsbruck, die einzigen Mitglieder auf ewig des St. Moritz Bobsleigh Club. |
| 6.           | Horse-Shoe Corner   | Kurve in Hufeisenform. |
| 7.           | Telephone Corner    | Hier war an der ersten Bahn ein Telefon installiert. |
| 8.           | Shamrock            | Kleeblatt |
| 9.           | Devils Dyke Corner  | Teufelsdamm-Kurve |
| 10.          | Tree Corner         | Hier befand sich ein Baum an der kurzen Wand dieser Kurve. |
| 11.          | Bridge Corner       | Nachdem man diese Kurve passiert hat, ist die Eisenbahnbrücke über die weitere Strecke zu sehen. |
| 12.          | Leap                | |
| 13.          | Gunter Sachs Corner | Benannt nach Gunter Sachs, dem Präsidenten des St. Moritz Bobsleigh Club von 1969 bis 2011. |
| 14.          | Martineau Corner    | Benannt nach Hubert de Martineau, einem Major der Schweizer Armee, aus Dankbarkeit an seine 44 Jahre dauernde Präsidentschaft (1922–1969) beim St. Moritz Bobsleigh Club. |
| 15.          | Portago Corner      | Benannt nach Alfonso de Portago (1928–1957), der bei der Bob-Weltmeisterschaft 1957 in St. Moritz mit der Bronzemedaille im Zweierbob die bislang einzige Medaille bei einer Bobweltmeisterschaft für Spanien gewinnen konnte; er verunglückte nur wenige Wochen später tödlich beim Autorennen Mille Miglia in Italien. Eine Stiftung in seinem Namen ermöglichte den Umbau des unteren Teils der Strecke. |
| 16.          | (Auslauf)           | |

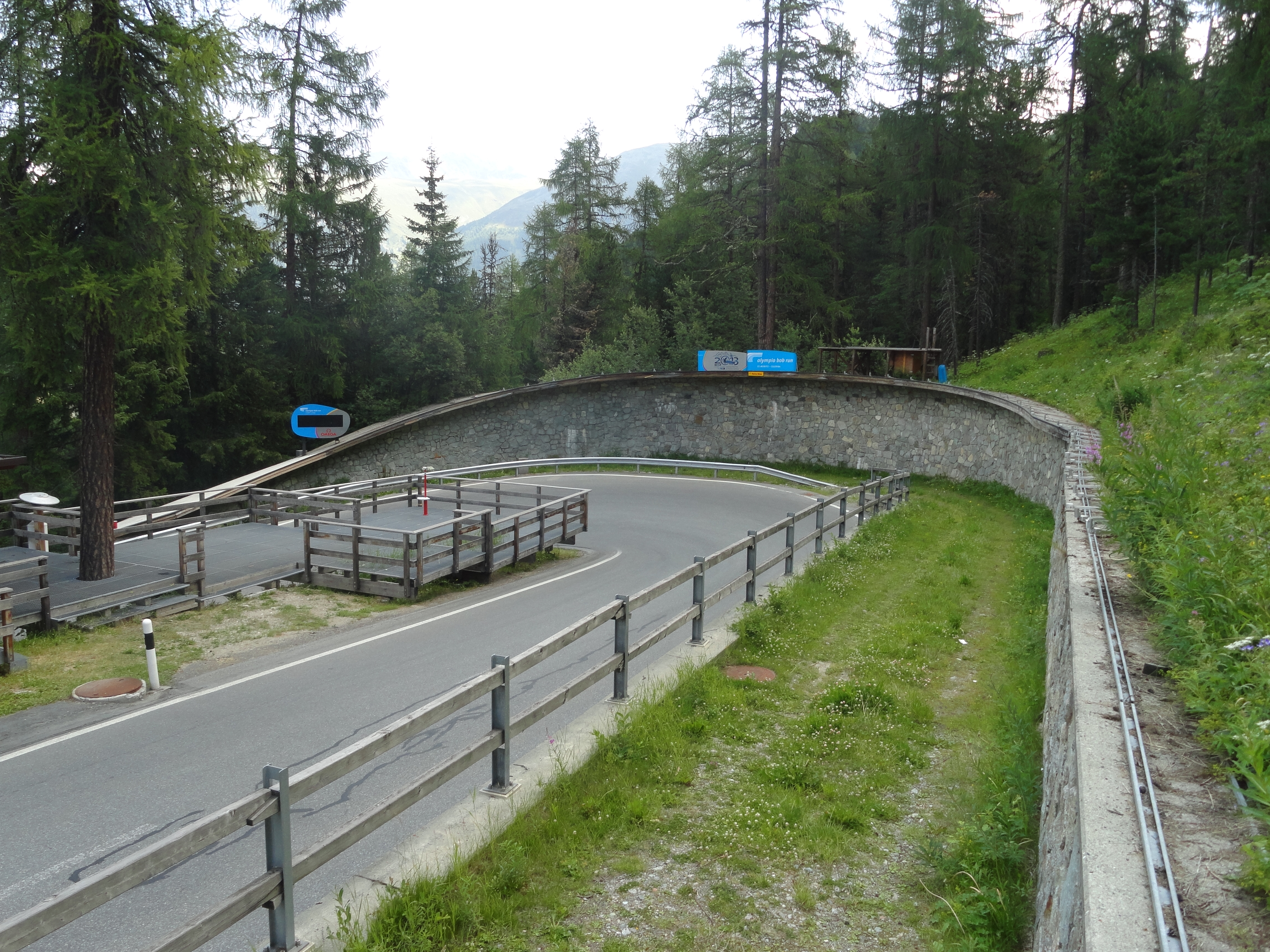
Horse Shoe-Kurve im Sommer (2012) …

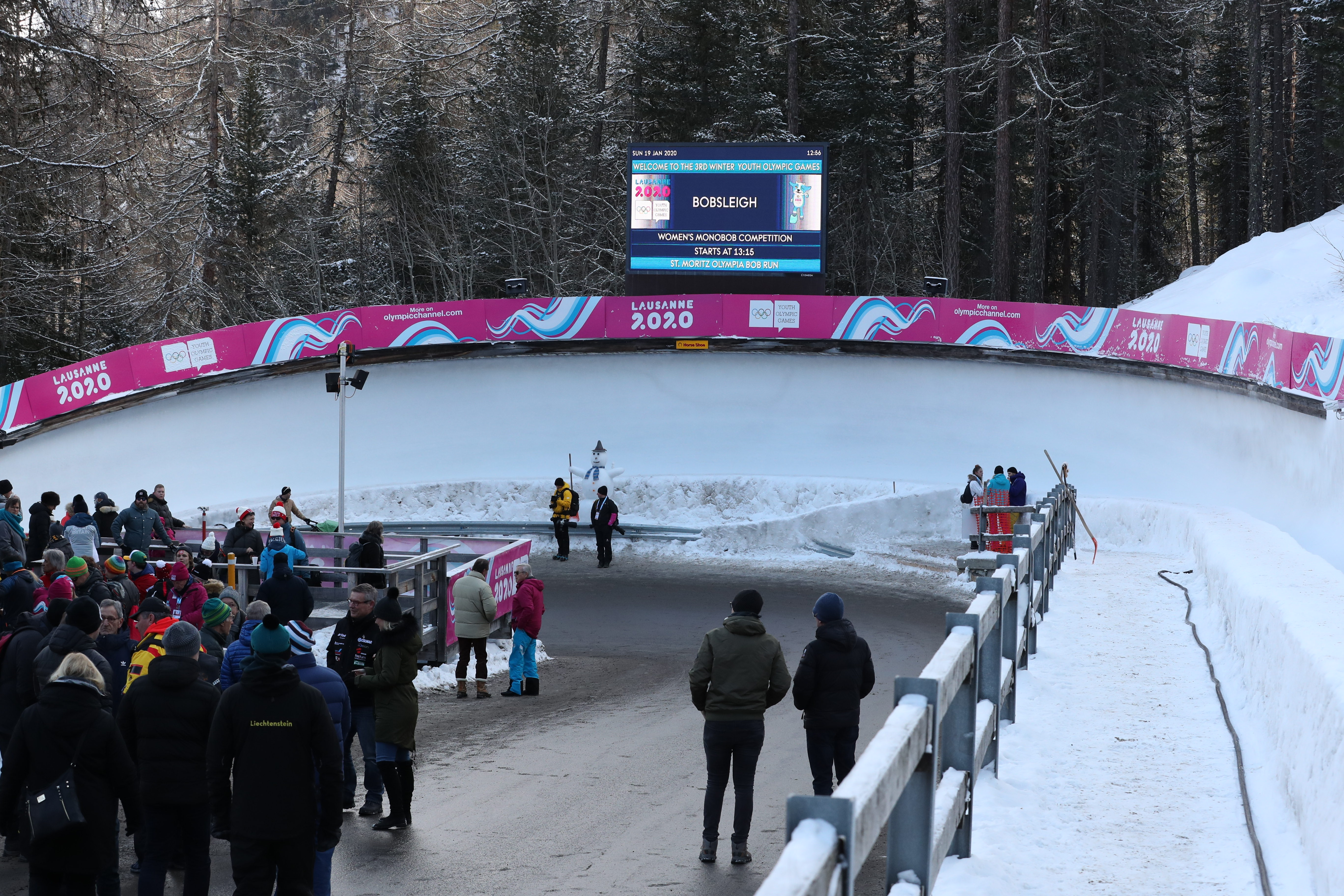
… und im Winter (2020)

Die augenfälligsten Änderungen der Streckenführung ergaben sich im untersten Teil der Bahn. Aufgrund der immer höheren Geschwindigkeiten wurde das Bremsen mehr und mehr erschwert, bis die Bremszone den Anforderungen der Sportgeräte nicht mehr genügte. Nach den Weltmeisterschaften 1957 wurde die Bahn erstmals geändert.
Weitere Streckenänderungen folgten in den 1980er-Jahren und im Jahr 2002. Im Winter 1955/56 wurde die Horse-Shoe-Kurve, das Herzstück der Bahn, mit Natursteinen verstärkt und der Radius um 2,5 m vergrössert. Eine 4,5 m hohe Mauer mit einer 1,75 m hohen Brettwand darauf erlaubte zudem, den Horse Shoe auch bei geringen Schneemengen rasch betriebsbereit zu machen. Dennoch musste die Kurve 1995 ein zweites Mal den modernen Gegebenheiten angepasst werden. Vor allem der Druck durch die Bobs wurde immer grösser, so dass sogar die Gäste der beliebten „Bobtaxi“-Fahrten bis zu 5 g, also das Fünffache ihres eigenen Körpergewichts, ertragen mussten. Durch diesen Druck und die schmalen Kufen entstanden im Verlaufe der Saison sehr schnell Rillen und Löcher, welche einen geregelten Trainings- und Fahrtbetrieb mehr und mehr beeinträchtigten. Binnen dreier Monate wurde der Radius um weitere 2,5 m erweitert, indem die Einfahrt um knapp 4 m nach rechts in den Hang hinein verlegt wurde, was die Kurve runder und etwas grösser machte. Gleichzeitig wurde die Einfahrt um 1,5 m erhöht, womit die Geschwindigkeit um etwa 2 km/h reduziert und die Schäden im Eis wesentlich verringert werden konnten.

## Gebäude
Nicht nur der Bahnverlauf und die Kurven wurden im Verlaufe der Zeit angepasst: Das kleine Starthaus, das Bar und Garderobe zugleich war, wich 1972 einem Neubau: ein Starthaus mit Büroräumlichkeiten, Garderoben, dem Clublokal des St. Moritz Bobsleigh Club und dem Dracula Club wurde gebaut. Dieser Neubau wurde 1992, 1993 und 2002 ausgebaut, um den steigenden Anforderungen zu entsprechen.
Das Sunny House war in den frühen Jahren des Olympia Bob Run St. Moritz – Celerina ein beliebter Treffpunkt an der Bahn. Die Damen und Herren der High Society betrachteten in der geheizten Bar durch eine grosse Fensterfront den Sunny Corner. Im Verlauf der Jahre wurde dieser Treffpunkt aufgehoben und das Sunny House zum Lagerraum für Baumaterialien umfunktioniert.
Heute steht die Bar in der Horse-Shoe Kurve. Alljährlich wurde ein Provisorium erstellt, das den Zuschauern aber nicht die Möglichkeit bot, sich bei Temperaturen bis Minus 25 Grad aufzuwärmen. Dieser Mangel wurde 2005 mit dem endgültigen Bau der Horse-Shoe-Lodge behoben. Am Ende des alten Zielauslaufs Richtung Cresta-Hügel wurde 1992 ein kleines Zielhaus mit sanitären Einrichtungen gebaut. Dieses wurde später durch ein komplexes Zielgebäude mit Garderoben, Sanitätseinrichtungen und weiteren Räumlichkeiten ersetzt.

## Schulen
Der Olympia Bob Run bietet während der Saison mindestens jeweils eine Monobob-, eine Bob- und eine Skeletonschule an. Die Schulen werden von professionellen Piloten geleitet.

## Gästebobfahrten
Täglich im Anschluss an die Trainings- oder Rennfahrten finden Gästebobfahrten statt. Ihre Geschichte reicht bis in die 1930er-Jahre zurück, als Nino Bibbia mit unerschrockenen Damen der Gesellschaft per Bob von St. Moritz nach Celerina fuhr. Die Gästebobfahrten im heutigen Sinn sind erst seit 1973 bekannt, als der damalige Betriebsleiter nach einer Möglichkeit suchte, die weniger frequentierten Öffnungszeiten zu überbrücken. Die Fahrten wurden damals mit den Bobs vom Typ „Feierabend“ absolviert.

## Fernsehdokumentation
- Die Achterbahn der Alpen von Erich Grünbacher und Andreas Niederkofler (3sat)[5]